# SmileGate
Smilegate（世曼凱）是一家韓國電子遊戲公司，開發並提供移動和在線遊戲服務。它有五個核心業務部門 - 遊戲開發，出版，平台，投資和社會貢獻。2002年在韓國成立，該公司是穿越火線的創造者，該公司是全球頂尖的在線FPS遊戲的創造者，在全球擁有超過600萬的同行玩家，以及更多傑出的遊戲。

## 開發的遊戲產品
- 《穿越火線》
- 《穿越火线高清竞技大区》
- 《穿越火线X》
- 《失落的方舟》
- 《MARVEL END TIME ARENA》
- 《Epic Seven》（第七史詩）
- 《Super Tank Rumble》（超級戰車大作戰）

## 代理的遊戲產品
- FreeStyle
- FreeStyle2
- SoulWorker
- 跑Online